# Polizeipräsidium Mainz
Das Polizeipräsidium Mainz mit Sitz in der rheinland-pfälzischen Landeshauptstadt  Mainz ist eines von insgesamt fünf Polizeipräsidien der Landespolizei Rheinland-Pfalz. 

## Zuständigkeitsbereich
Der Zuständigkeitsbereich umfasst die kreisfreien Städte Mainz und Worms, die Landkreise Alzey-Worms, Bad Kreuznach (ohne Verbandsgemeinde Meisenheim) und Mainz-Bingen und Teile des Landkreises Birkenfeld (fünf Ortsgemeinden aus der Verbandsgemeinde Herrstein) und des Donnersbergkreises (Verbandsgemeinde Eisenberg, Verbandsgemeinde Göllheim, Verbandsgemeinde Kirchheimbolanden). In dem rund 2.500 Quadratkilometer umfassenden Gebiet kümmert sich die Behörde um die öffentliche Sicherheit von 800.000 Einwohnern.

## Organisation

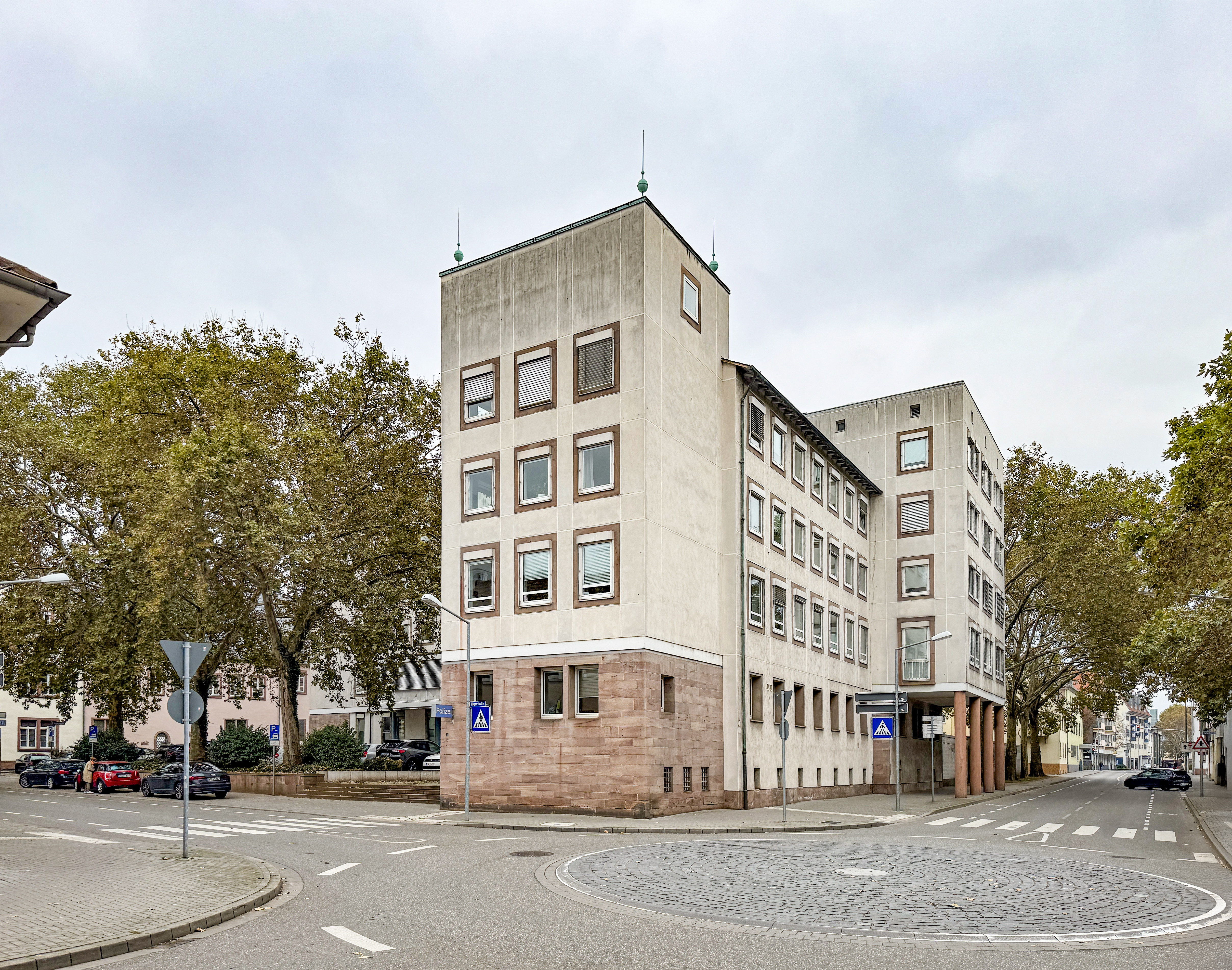
Dienstsitz der Polizeidirektion Worms

Dem Polizeipräsidium Mainz sind drei Polizeidirektionen mit elf Polizeiinspektionen und einer Polizeiwache sowie eine Verkehrsdirektion mit zwei Polizeiautobahnstationen und einer Abteilung Zentrale Verkehrsdienste unterstellt:
- Polizeidirektion Bad Kreuznach
  - Polizeiinspektion Bad Kreuznach
  - Polizeiinspektion Bingen
  - Polizeiinspektion Kirn
- Polizeidirektion Mainz
  - Polizeiinspektion Mainz 1
  - Polizeiinspektion Mainz 2
  - Polizeiinspektion Mainz 3
  - Polizeiinspektion Oppenheim
  - Polizeiinspektion Ingelheim
- Polizeidirektion Worms
  - Polizeiinspektion Worms
  - Polizeiinspektion Kirchheimbolanden
  - Polizeiinspektion Alzey
  - Polizeiwache Wörrstadt
- Verkehrsdirektion Mainz (Wörrstadt)
  - Polizeiautobahnstation Gau-Bickelheim
  - Polizeiautobahnstation Heidesheim
  - Zentrale Verkehrsdienste Wörrstadt

## Struktur
Das Polizeipräsidium wird geleitet von Polizeipräsident Reiner Hamm.

## Dienstsitz
Das Polizeipräsidium Mainz hat seinen Sitz am Valenciaplatz 2 in der Mainzer Neustadt auf dem ehemaligen Gelände der Alice-Kaserne.